# 미국의 커뮤니티 칼리지
미국에서 커뮤니티 칼리지는 주로 2년제 공립 3차 교육 기관이다.

## 같이 보기
- 전문대학
- 단기대학
- 칼리지
- 미국의 고등 교육